# Музеї Луганської області

## Луганськ
| Назва                                                                   | Місцезнаходження                                 | Короткий опис | Зображення |
| ----------------------------------------------------------------------- | ------------------------------------------------ | --- | ---------- |
| Луганський обласний краєзнавчий музей                                   | м. Луганськ, вул. Шевченка, 2                    | Обласний краєзнавчий музей у місті Луганську; науково-дослідницький та науково-просвітницький центр, головне сховище пам'яток матеріальної та духовної культури Луганщини, науково-методичний центр музеєзнавства в регіоні. |            |
| Луганський обласний художній музей                                      | м. Луганськ, вул. Поштова, 3                     | Обласний художній музей у місті Луганську; культурно-просвітницький осередок міста. Будинок музею, споруджений 1876 року, був наприкінці XIX — на початку XX століть будинком Вендеровичів, відомих луганських промисловців та купців, але пізніше зазнав руйнацій та подальших (усередині XX століття) реконструкцій, змінившись у результаті в порівнянні з первинним виглядом до невпізнаваності. |            |
| Музей історії та культури міста Луганська                               | м. Луганськ, вул. Карла Маркса, 30               | Музей створено в 1980 році, як музей Климента Ворошилова. Колекція нараховувала близько 36 тис. предметів, що належала родині Ворошилових. 14 грудня 1990 року музей Ворошилова було перепрофільовано в музей історії та мистецтв Луганська. Музей має два філіали: літературний музей Володимира Даля та музей-квартиру Владислава Титова. Нині колекція музею нараховує понад 50 тис. предметів.   |            |
| Музей історії Артемівського району міста Луганська                      | м. Луганськ, кв. Ленінського Комсомолу, 2        | |            |
| Музей історії Кам'янобрідського району міста Луганська                  | м. Луганськ, вул. Артема, 417                    | |            |
| Літературний музей Володимира Даля                                      | м. Луганськ, вул. В. Даля, 12                    | Літературно-меморіальний музей, присвячений життю та діяльності видатного лікаря, письменника, лексикографа та етнографа, укладача Тлумачного словника живої великоруської мови Володимира Даля. Музей є одним з філіалів музею історії та культури міста Луганська. |            |
| Музей-квартира Владислава Титова                                        | м. Луганськ, кв. Гайового, 18/62                 | |            |
| Музей квартира художника О. Фільберта                                   | м. Луганськ, пл. Героїв ВВВ, 7, кв. 111          | |            |
| Авіаційно-технічний музей                                               | м. Луганськ, Гостра могила                       | |            |
| Зоологічний музей Луганського університету                              | м. Луганськ, вул. Оборонна, 2                    | |            |
| Музей історії ветеринарної медицини Луганської області                  | м. Луганськ, вул. Краснодонська, 9               | |            |
| Музей історії санепідемслужби Луганської області                        | м. Луганськ, вул. Газети «Луганська Правда», 159 | |            |
| Музей Укрпошти                                                          | м. Луганськ, вул. В. Пятьоркіна, 8               | |            |
| Народний музей історії Луганського національного аграрного університету | м. Луганськ                                      | |            |
| Народний музей історії ВАТ ХК Луганськтепловоз                          | м. Луганськ, вул. Фрунзе, 107                    | |            |
| Пожежно-технічна виставка-народний музей                                | м. Луганськ, кв. Олексієва, 12                   | |            |
| Музей історії ВО "Луганського станкобудівного заводу"                   | м. Луганськ, вул. Леніна, 2                      | |            |
| Музей історії Луганського відділення Донецької залізниці                | м. Луганськ, вул. Кірова, 52                     | |            |

## Алчевськ
| Назва                                                          | Місцезнаходження                   | Короткий опис | Зображення |
| -------------------------------------------------------------- | ---------------------------------- | ------------- | ---------- |
| Алчевський краєзнавчий музей                                   | м. Алчевськ, вул. Калінана, 2      |               |            |
| Народний музей історії ПАТ «Алчевський металургійний комбінат» | м. Алчевськ, вул. Карла Маркса, 11 |               |            |

## Антрацитівський район
| Назва                                   | Місцезнаходження                   | Короткий опис | Зображення |
| --------------------------------------- | ---------------------------------- | ------------- | ---------- |
| Антрацитівський історичний музей        | м. Антрацит, вул. Петровського, 38 |               |            |
| Народний музей ДП «Луганськвуглеремонт» | м. Антрацит, вул. Ростовська, 42   |               |            |
| Музей історії с. Дякове                 | с. Дякове, вул. Леніна, 1          |               |            |

## Біловодський район
| Назва                                                   | Місцезнаходження                     | Короткий опис | Зображення |
| ------------------------------------------------------- | ------------------------------------ | ------------- | ---------- |
| Біловодський краєзнавчий музей                          | смт. Біловодськ, вул. Леніна, 154    |               |            |
| Музей історії Деркульського кінного заводу              | с. Данилівка                         |               |            |
| Музей історії Лимарівського кінного заводу              | с. Лимарівка                         |               |            |
| Музей історії Новоолександрівського кінного заводу № 64 | с. Новоолександрівка, вул. Леніна, 6 |               |            |
| Музей історії с. Литвинівка                             | м. Литвинівка                        |               |            |

## Білокуракинський район
| Назва                                       | Місцезнаходження                   | Короткий опис | Зображення |
| ------------------------------------------- | ---------------------------------- | ------------- | ---------- |
| Білокуракинський районний краєзнавчий музей | смт. Білокуракине, вул. Леніна, 61 |               |            |
| Музейна кімната історії с. Нещеретове       | с. Нещеретове                      |               |            |
| Етнографічна музейна кімната с. Олексіївка  | с. Олексіївка, пров. Жовтневий     |               |            |

## Голубівка
| Назва                              | Місцезнаходження                       | Короткий опис | Зображення |
| ---------------------------------- | -------------------------------------- | ------------- | ---------- |
| Народний музей історії м. Кіровськ | м. Голубівка, вул. 60 років Жовтня, 3а |               |            |

## Довжанський район
| Назва                           | Місцезнаходження                | Короткий опис | Зображення |
| ------------------------------- | ------------------------------- | ------------- | ---------- |
| Свердловський краєзнавчий музей | м. Довжанськ, вул. Пирогова, 12 |               |            |

## Кадіївка
| Назва                                                          | Місцезнаходження             | Короткий опис | Зображення |
| -------------------------------------------------------------- | ---------------------------- | ------------- | ---------- |
| Стахановський історико-художній музей                          | м. Кадіївка, вул. Кірова, 30 |               |            |
| Музей історії шахти «Центральна-Ірміно» та стаханівського руху | м. Кадіївка                  |               |            |

## Кремінський район
| Назва                                  | Місцезнаходження            | Короткий опис | Зображення |
| -------------------------------------- | --------------------------- | --- | ---------- |
| Кремінський районний краєзнавчий музей | м. Кремінна, пл. Красна, 16 | Музей був створений рішенням Кремінської районної ради народних депутатів Луганської області у 1966 році. З 1979 року музей став відділом Луганського обласного краєзнавчого музею. У 1990 році реорганізований у Кремінський краєзнавчий музей. Музей розташований у будинку, який є пам'яткою архітектури кінця XIX століття, а також пам'яткою історії. Загальна площа будинку музею — 182,7 м², із них експозиційна площа — 156,1 м². У музеї розташовано вісім відділів, які мають умовні назви: Археологія, Слобожанщина, Перша світова війна та революція, Донбас, Друга світова війна, відділ виставок, Кремінські ліси, партизанська землянка. Музейна збірка нараховує 8 840 предметів основного фонду та 215 — науково-допоміжного. Щорічно музей відвідують 2 500-3 000 відвідувачів, проходить понад 90-100 екскурсій. |            |
| Музей історії с. Михайлівка            | с. Михайлівка               | |            |
| Музей історії с. Нововодяне            | с. Нововодяне               | |            |
| Музей історії с. Новокраснянка         | с. Новокраснянка            | |            |

## Лисичанськ
| Назва                                                                          | Місцезнаходження                          | Короткий опис | Зображення |
| ------------------------------------------------------------------------------ | ----------------------------------------- | --- | ---------- |
| Лисичанський міський краєзнавчий музей                                         | м. Лисичанськ, пр-т. Леніна, 94           | Краєзнавчий музей у місті Лисичанськ Луганської області, один з трьох музеїв міста. Був заснований у 1964 році у будівлі колишньої штейгерської школи (сьогодні в ній розташований Музей історії розвитку вугільної промисловості Лисичанського вугільного району), а у 1991 році був переведений до нового приміщення за адресою пр-т. Леніна, 94. В музеї 7 експозиційних залів, фондова колекція нараховує більш ніж 17 тисяч експонатів основного та допоміжних фондів. |            |
| Меморіальний музей В. М. Сосюри                                                | м. Лисичанськ, вул. Героїв Сталінграда, 1 | Музей присвячений Володимиру Сосюрі у місті Лисичанськ Луганської області, один з трьох музеїв міста. Музей розташований у приміщенні Палацу культури ім. В. М. Сосюри. Музей був заснований у 6 січня 1968 року в день 70-річчя від дня народження поета на громадських засадах. За рік до того — 11 січня 1967 року у сквері біля Палацу культури ім. В. М. Сосюри було відкрито пам'ятник поету. Його автором був талановитий луганський скульптор Ілля Овчаренко. В музеї 2 експозиційних зала, фондова колекція нараховує понад 800 експонатів, серед яких: особисті речі поета, фотознімки, книжки, рукописи тощо. |            |
| Музей історії Лисичанського содового заводу                                    | м. Лисичанськ, вул. Червона, 30           | |            |
| Музей історії ВАТ «Лисичанський скляний завод»                                 | м. Лисичанськ, вул. Героїв Сталінграда, 1 | |            |
| Музей історії ПАТ «Лисичанський склозавод «Пролетар»                           | м. Лисичанськ, вул. Мічуріна, 1           | |            |
| Музей історії розвитку вугільної промисловості Лисичанського вугільного району | м. Лисичанськ                             | |            |
| Музей історії шахти «Новодружеська» ПАТ «Лисичанськвугілля»                    | м. Новодружеськ, вул. Миру, 25            | |            |

## Лутугинський район
| Назва                                                                  | Місцезнаходження               | Короткий опис | Зображення |
| ---------------------------------------------------------------------- | ------------------------------ | ------------- | ---------- |
| Музей історії Лутугинського державного об'єднання з виробництва валків | м. Лутугине, вул. Заводська, 2 |               |            |

## Марківський район
| Назва                                      | Місцезнаходження               | Короткий опис | Зображення |
| ------------------------------------------ | ------------------------------ | ------------- | ---------- |
| Народний музей історії Марківського району | смт. Марківка, вул. Леніна, 29 |               |            |

## Міловський район
| Назва                                                         | Місцезнаходження            | Короткий опис | Зображення |
| ------------------------------------------------------------- | --------------------------- | ------------- | ---------- |
| Музей історії звільнення Мілового від фашистських загарбників | смт. Мілове, пл. Червона, 1 |               |            |
| Музей історії Стрільцівського кінного заводу                  | с. Стрільцівка              |               |            |

## Новоайдарський район
| Назва                            | Місцезнаходження                      | Короткий опис | Зображення |
| -------------------------------- | ------------------------------------- | ------------- | ---------- |
| Новоайдарський краєзнавчий музей | смт. Новоайдар, вул. Пролетарська, 14 |               |            |
| Народний музей с. Колядівка      | с. Колядівка                          |               |            |
| Народний музей с. Смолянинове    | с. Смолянинове                        |               |            |

## Новопсковський район
| Назва                                 | Місцезнаходження                | Короткий опис | Зображення |
| ------------------------------------- | ------------------------------- | ------------- | ---------- |
| Новопсковський краєзнавчий музей      | смт. Новопсков, вул. Леніна, 18 |               |            |
| Народний історико-етнографічний музей | смт. Білолуцьк                  |               |            |
| Музей історії с. Донцівка             | с. Донцівка                     |               |            |
| Музей історії с. Новобіла             | с. Новобіла                     |               |            |

## Первомайськ
| Назва                            | Місцезнаходження                   | Короткий опис | Зображення |
| -------------------------------- | ---------------------------------- | ------------- | ---------- |
| Музей історії міста Первомайська | м. Первомайськ, вул. Свердлова, 24 |               |            |

## Перевальський район
| Назва                                                    | Місцезнаходження                   | Короткий опис | Зображення |
| -------------------------------------------------------- | ---------------------------------- | ------------- | ---------- |
| Перевальський історичний музей                           | м. Перевальськ, пл. Леніна, 1      |               |            |
| Народний музей історії Артемівська                       | м. Артемівськ                      |               |            |
| Народний музей історії м. Зоринськ                       | м. Зоринськ, вул. Калініна, 1      |               |            |
| Народний меморіально-літературний музей Бориса Грінченка | смт. Михайлівка, вул. Грінченка 8а |               |            |
| Народний музей історії Чорнухине                         | смт. Чорнухине, вул. Лутугіна, 1   |               |            |

## Попаснянський район
| Назва                                                | Місцезнаходження              | Короткий опис | Зображення |
| ---------------------------------------------------- | ----------------------------- | ------------- | ---------- |
| Попаснянський краєзнавчий музей                      | м. Попасна, вул. Герцена, 5   |               |            |
| Музей історії Попаснянського вагоноремонтного заводу | м. Попасна, вул. Герцена, 3   |               |            |
| Музей історії Попаснянського локомотивного депо      | м. Попасна, вул. Куйбишева, 1 |               |            |

## Ровеньки
| Назва                                   | Місцезнаходження              | Короткий опис | Зображення |
| --------------------------------------- | ----------------------------- | ------------- | ---------- |
| Ровеньківський музей «Пам'яті загиблих» | м. Ровеньки, вул. Леніна, 145 |               |            |

## Рубіжне
| Назва         | Місцезнаходження             | Короткий опис | Зображення |
| ------------- | ---------------------------- | ------------- | ---------- |
| Міський музей | м. Рубіжне, пр-т. Кірова, 21 |               |            |

## Сватівський район
| Назва                                  | Місцезнаходження                | Короткий опис | Зображення |
| -------------------------------------- | ------------------------------- | ------------- | ---------- |
| Сватівський районний краєзнавчий музей | м. Сватове, вул. Садова, 72     |               |            |
| Музейна кімната с. Куземівка           | с. Куземівка, Шкільний пров., 6 |               |            |
| Народний музей історії с. Хомівка      | с. Хомівка, Садова вул., 7      |               |            |

## Сєвєродонецьк
| Назва                                                       | Місцезнаходження                     | Короткий опис | Зображення |
| ----------------------------------------------------------- | ------------------------------------ | ------------- | ---------- |
| Народний музей історії ПАТ «Сєвєродонецьке об'єдніння Азот» | м. Сєвєродонецьк, вул. Пивоварова, 5 |               |            |

## Слов'яносербський район
| Назва                               | Місцезнаходження                         | Короткий опис | Зображення |
| ----------------------------------- | ---------------------------------------- | ------------- | ---------- |
| Слов'яносербський краєзнавчий музей | смт. Слов'яносербськ, вул. Горького, 100 |               |            |
| Народний музей історії с. Сміле     | с. Сміле                                 |               |            |

## Сорокинський район
| Назва                                             | Місцезнаходження                                       | Короткий опис | Зображення |
| ------------------------------------------------- | ------------------------------------------------------ | ------------- | ---------- |
| Музей «Молода гвардія»                            | м. Сорокине, вул. Комсомольська, 6                     |               |            |
| Музей історії ЗАТ «Автоагрегат»                   | м. Сорокине, вул. Заводська, 1                         |               |            |
| Музейна кімната історії міської санепідемстанції  | м. Сорокине, вул. Мечнікова, 1                         |               |            |
| Історико-меморіальний музей Олександра Пархоменка | с. Макарів Яр (колишнє Пархоменко), вул. Пархоменко 10 |               |            |

## Станично-Луганський район
| Назва                                 | Місцезнаходження                       | Короткий опис | Зображення |
| ------------------------------------- | -------------------------------------- | ------------- | ---------- |
| Станично-Луганський краєзнавчий музей | смт. Станиця Луганська, вул. Леніна, 1 |               |            |
| Народний музей с. Велика Чернігівка   | с. Велика Чернігівка                   |               |            |
| Музей історії с. Передільське         | с. Передільське                        |               |            |
| Музей історії с. Чугинка              | с. Чугинка                             |               |            |

## Старобільський район
| Назва                            | Місцезнаходження                   | Короткий опис | Зображення |
| -------------------------------- | ---------------------------------- | --- | ---------- |
| Старобільський краєзнавчий музей | м. Старобільськ, вул. Жовтнева, 53 | 1919 року було створено музей. У післявоєнні роки музей було відновлено на громадських засадах у 1956 році. Наступного року музей набув статусу музею на правах відділу обласного краєзнавчого музею. Обсяг фондів становить 3 414 одиниць зберігання музейних предметів, у тому числі 2 585 одиниць зберігання документів з паперовими носіями (1887–2006 років) та 829 фотодокументів (1886–2004 років) — групові, видові фотографії, фотопортрети людей, які зробили внесок в історію регіону. Науково-довідкова бібліотека налічує понад 50 примірників довідкової, громадсько-політичної та історичної літератури. |            |
| Музей історії с. Курячівка       | с. Курячівка                       | |            |
| Музей історії с. Половинкине     | с. Половинкине                     | |            |

## Троїцький район
| Назва                                         | Місцезнаходження        | Короткий опис | Зображення |
| --------------------------------------------- | ----------------------- | ------------- | ---------- |
| Троїцький історико-краєзнавчий музей «Витоки» | смт Троїцьке            |               |            |
| Музей історії с. Тарасівка                    | с. Тарасівка            |               |            |
| Музей історії с. Тополі                       | с. Тополі               |               |            |
| Шкільний музей с. Демино-Олександрівка        | с. Демино-Олександрівка |               |            |

## Хрустальний
| Назва                                                 | Місцезнаходження                            | Короткий опис | Зображення |
| ----------------------------------------------------- | ------------------------------------------- | ------------- | ---------- |
| Музей історії краснолуцького авторемонтного завуду    | м. Хрустальний, вул. Транспортна, 1         |               |            |
| Музей історії краснолуцького машинобудівного заводу   | м. Хрустальний, пр-д. Заводський, 1         |               |            |
| Народний музей історії шахти імені "Газети "Известия" | м. Хрустальний, вул. Жовтнева, 30           |               |            |
| Краснолуцький музей бойової слави шахтарів на р. Міус | м. Боково-Хрустальне, вул. Перша Лісова, 11 |               |            |